# Ruschia brevifolia
Ruschia brevifolia är en isörtsväxtart som beskrevs av L. Bol. Ruschia brevifolia ingår i släktet Ruschia och familjen isörtsväxter. Inga underarter finns listade i Catalogue of Life.